# Burg Kremzow

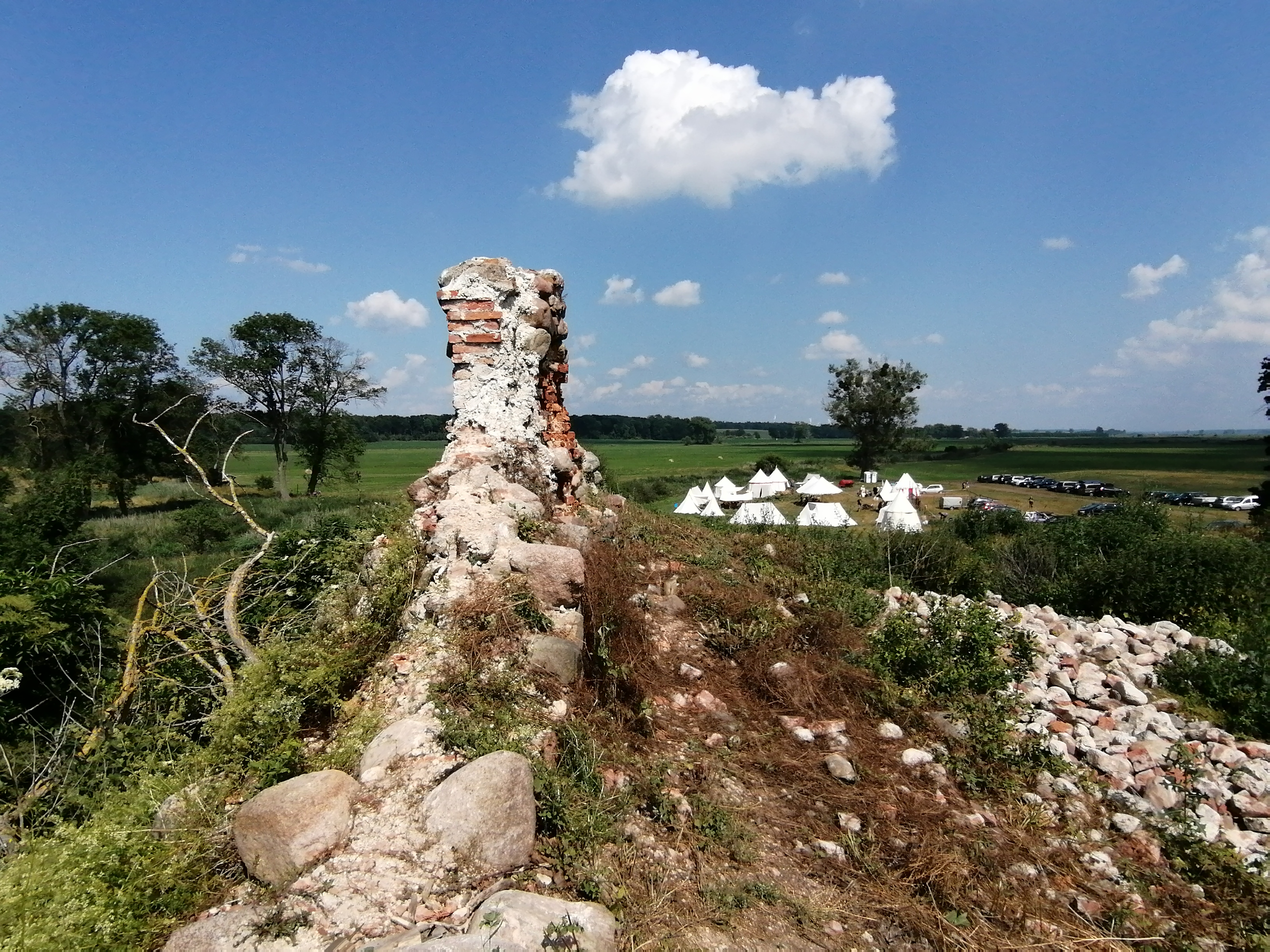
Ruinen der Burg Kremzow

Die Ruine von Burg Kremzow befindet sich im Überschwemmungsgebiet der Ihna nördlich von Krępcewo (Kremzow) in Hinterpommern, Polen.
Die Burg war früher Stammsitz derer von Wedel. Sie befand sich an einer den Flussübergang beherrschenden Stelle. Das ursprünglich Feste Haus datiert in seinen Anfängen auf das 13. Jahrhundert, wurde aber bereits zu Beginn des 16. Jahrhunderts verlassen und aufgegeben. Die Wedels hatten stattdessen Wohnsitze in Kremzow selbst. Noch um 1900 bestand die Ruine aus bis zu drei Meter hohen Resten aus Findlingen und auch von der den Zugang über eine kleine Vorburg bildenden Zugbrücke waren noch Brückenpfähle erkennbar.